# فوة (نبات)
الفُوَّة   (الاسم العلمي: Rubia) هو جنس نبات من الفصيلة الفُوِّيَّة.